# Symphysanodon parini
Symphysanodon parini is een straalvinnige vissensoort uit de familie van symphysanodonten (Symphysanodontidae). De wetenschappelijke naam van de soort werd voor het eerst geldig gepubliceerd in 2005 door Anderson & Springer.